# گورجان گوزوم
گورجان گوزوم (انگلیسی: Gürcan Gözüm؛ زادهٔ ۳۰ اوت ۱۹۹۴) بازیکن فوتبال اهل ترکیه است.
وی همچنین در تیم‌های ملی فوتبال جوانان ترکیه، و جوانان ترکیه، بازی کرده‌است.